# Porona
Porona is een geslacht van vlinders van de familie spanners (Geometridae), uit de onderfamilie Ennominae.

## Soorten
- P. balteata Warren, 1906
- P. dissimilis Schaus, 1901
- P. fidoniata Warren, 1904